# Phyllobrotica luperina
Phyllobrotica luperina är en skalbaggsart som beskrevs av J. L. Leconte 1865. Phyllobrotica luperina ingår i släktet Phyllobrotica och familjen bladbaggar. Inga underarter finns listade i Catalogue of Life.